# Neptis noyala
Neptis noyala är en fjärilsart som beskrevs av Charles Oberthür 1906. Neptis noyala ingår i släktet Neptis och familjen praktfjärilar. Inga underarter finns listade i Catalogue of Life.